# Under 18
Pour plus de détails, voir Fiche technique et Distribution.
Under 18 est un drame américain réalisé par Archie Mayo, sorti en 1931.

## Synopsis
Les sœurs Evans sont issues d'une famille pauvre. Couturière, Margie s'occupe de sa mère et elle est amoureuse de Jimmy, un chauffeur de camion d'épicerie. Elle rêve d'une vie plus fastueuse, enviant ses collègues mannequins qui reçoivent des cadeaux de clients fortunés. Elle voit avec satisfaction sa sœur Sophie épouser Alf, un homme riche, qui quitte leur logement modeste. Mais le bonheur conjugal ne dure pas : Alf perd son emploi et dépense tout son argent dans des tournois de billard. Ruiné, le jeune couple, qui vient d'avoir un bébé, doit revenir vivre avec Marge. L'argent vient à manquer et la situation devient ingérable. Alors qu'elle découvre que Sophie est à nouveau enceinte et qu'elle veut divorcer d'Alf, Margie, refusant de se marier avec Jimmy, n'a pas d'autre choix que de séduire un richissime playboy. 

## Fiche technique
- Titre original et français : Under 18
- Réalisation : Archie Mayo
- Scénario : Frank Mitchell Dazey, Agnes Christine Johnston et Charles Kenyon
- Montage : George Marks
- Photographie : George Marks
- Société de production et de distribution : Warner Bros. Pictures
- Pays d'origine : États-Unis
- Format : Noir et blanc - 35 mm - 1,37:1 - Son : Mono
- Genre : Drame
- Durée : 80 minutes
- Dates de sortie : 
  - États-Unis : 24 décembre 1931

## Distribution
- Marian Marsh : Margie Evans
- Anita Page : Sophie
- Regis Toomey : Jimmie Slocum
- Warren William : Raymond Harding
- Norman Foster : Alf
- Joyce Compton : Sybil
- J. Farrell MacDonald : Pop Evans
- Claire Dodd : Babsy
- Paul Porcasi : François
- Maude Eburne : Mrs. McCarthy
- Murray Kinnell : Peterson
- Dorothy Appleby : Elsie